# Alys Williams
Alys Williams, född 28 maj 1994, är en amerikansk vattenpolospelare.
Williams studerade vid University of California, Los Angeles och spelade vattenpolo för collegelaget UCLA Bruins. Hon var en del av USA:s lag som tog guld vid VM i simsport 2015, 2017 och 2019.
Williams gjorde tolv mål när USA vann damernas turnering i vattenpolo vid panamerikanska spelen 2019.
Vid olympiska sommarspelen 2020 i Tokyo var Williams en del av USA:s lag som tog guld i damernas turnering efter en finalvinst med 14–5 mot Spanien.